# M1-92
M 1-92 في علم الفلك هو سديم كوكبي ويسمى أيضا «أثر قدم مينكوفسكي»، يرى في اتجاه كوكبة الدجاجة. وهو سديم ذو قطبين يظهران في شكل مطرقتين. وتشكل القطبين من مواد منطلقة من النجم المركزي.
وقد اكتشف «رودولف منكوفسكي» السديم إم 1-92 في عام 1946 وكتب عنه.

## المراجع

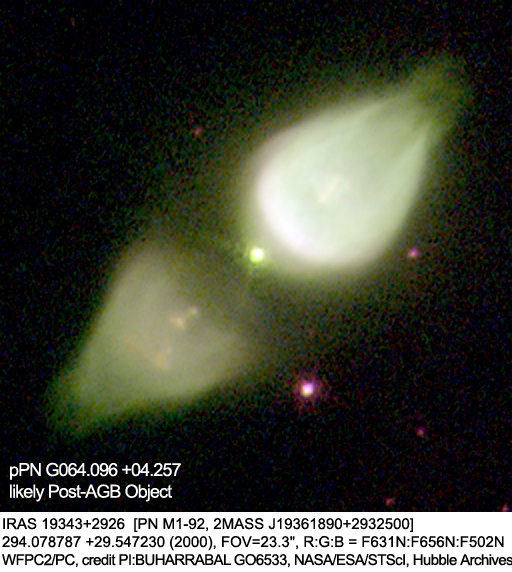

## وصلات خارجية
- Footprint Nebula Observation Page
- "Rare Cosmic Footprint". Picture of the Week. ESA/Hubble. مؤرشف من الأصل في 2019-07-17. اطلع عليه بتاريخ 2011-07-13.
- The spectrum and structure of 'Minkowski's footprint' - M 1-92

## اقرأ أيضا
- مجرة إهليجية
- إن جي سي 604
- الانفجار العظيم
- تجمع المعين
- سديم الشرنقة
- إن59إيه